# Catedral de Cefalù
A Catedral de Cefalù é uma igreja católica de Cefalù, na Sicília, Itália. Foi erguida a partir de 1131 e jamais foi inteiramente completa. Segundo a tradição a catedral foi erguida por uma promessa de Rogério II da Sicília, depois de escapar de uma tempestade. A construção é afamada pela sua rica decoração interna em mosaicos em estilo bizantino, além de outros monumentos e obras de arte, como pinturas, tumbas e sarcófagos.

## UNESCO
A UNESCO inscreveu Palermo como Patrimônio Mundial por "ser um exemplo de sincretismo sócio-cultural entre as culturas Ocidental, Islâmica e Bizantina na ilha que gerou novos conceitos de espaço, estrutura e decoração. Também testemunha a coexistência frutífera de pessoas de diferentes origens e religiões"